# Portalegre (distrikt)
Distrito de Portalegre är ett av Portugals 18 distrikt vars residensstad är Portalegre.

## Geografi
Distriktet ligger i mellersta Portugal.
Det gränsar i norr till Castelo Branco, i väst till Santarém , i söder till Évora, i öst till Spanien.
Distriktet har 127 018 invånare och en yta på 6 065 kvadratkilometer.

## Kommuner
Portalegres distrikt omfattar 15 kommuner.

- Alter do Chão
- Arronches
- Avis
- Campo Maior
- Castelo de Vide
- Crato
- Elvas
- Fronteira
- Gavião
- Marvão
- Monforte
- Nisa
- Ponte de Sôr
- Portalegre
- Sousel

## Bilder

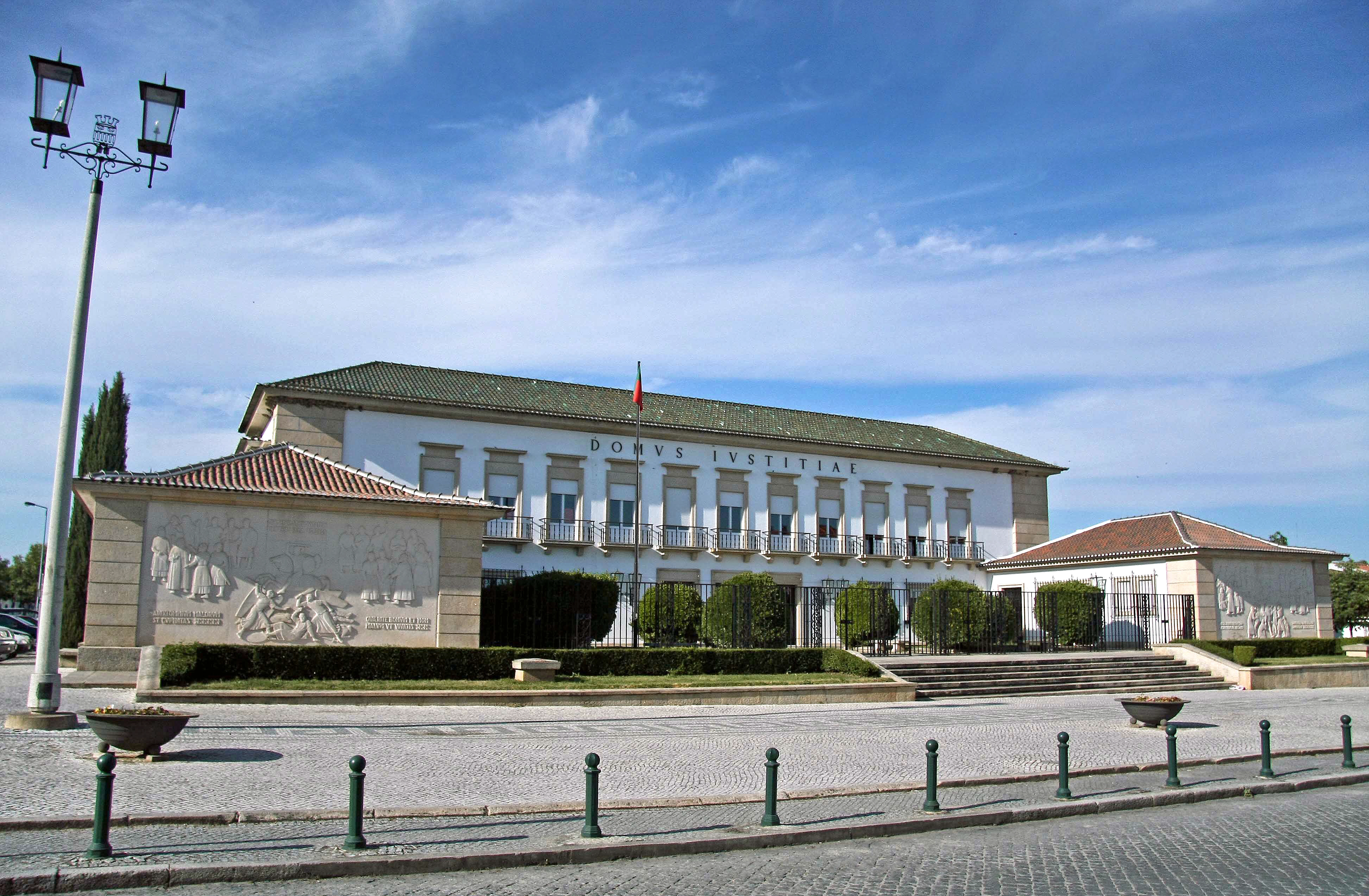
Tingsrätten i Ponte de Sor
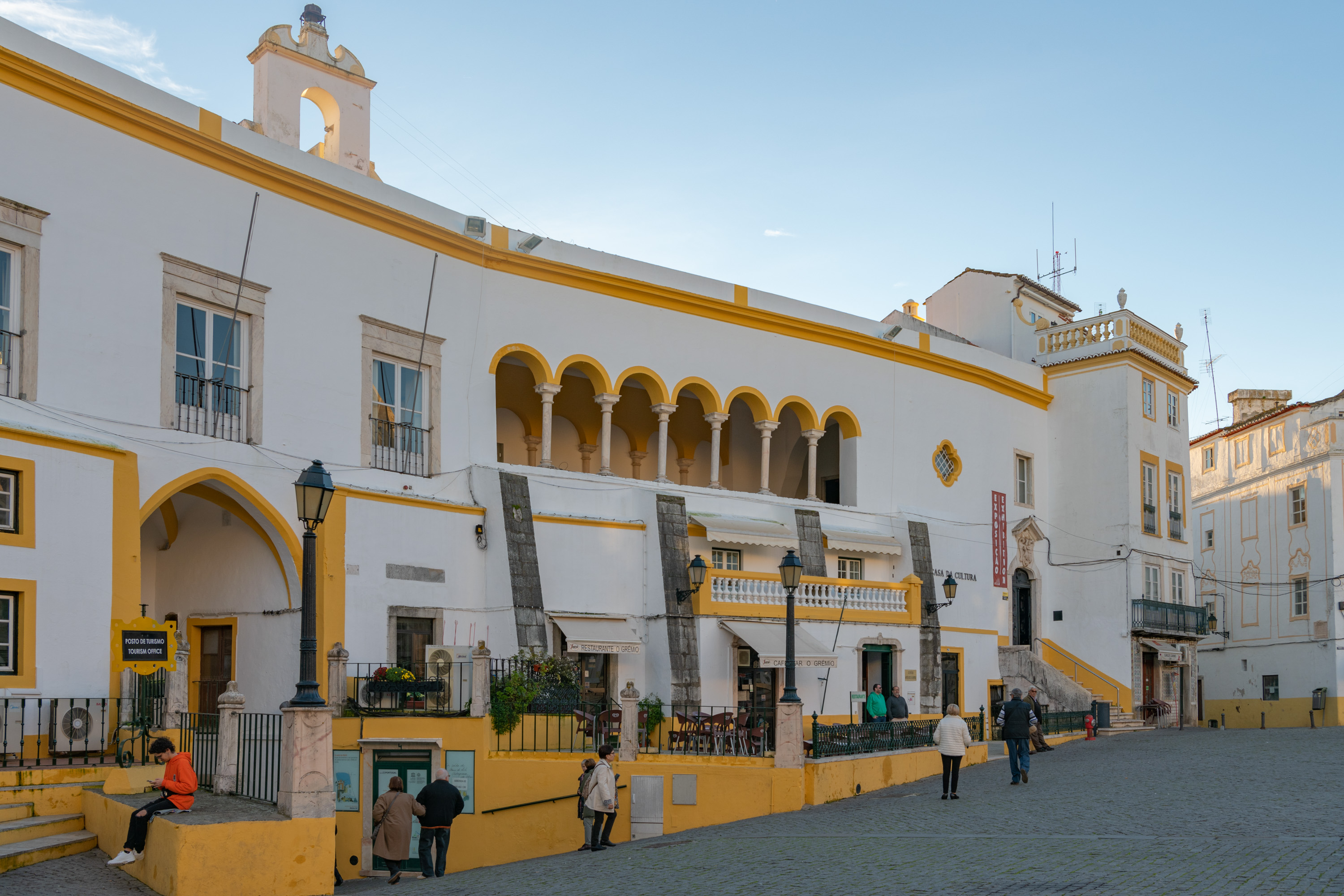
Kulturhuset i Elvas
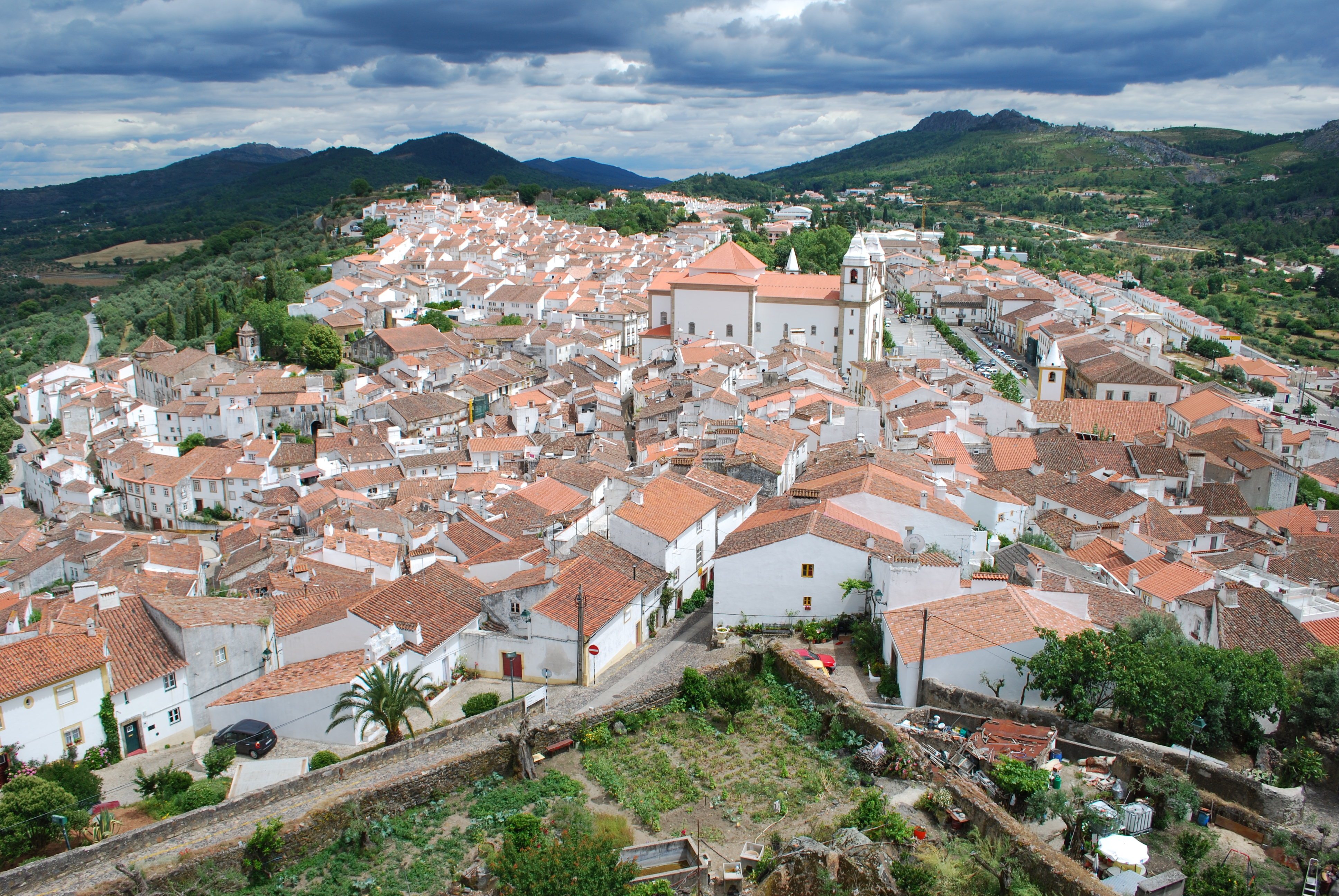
Castelo de Vide
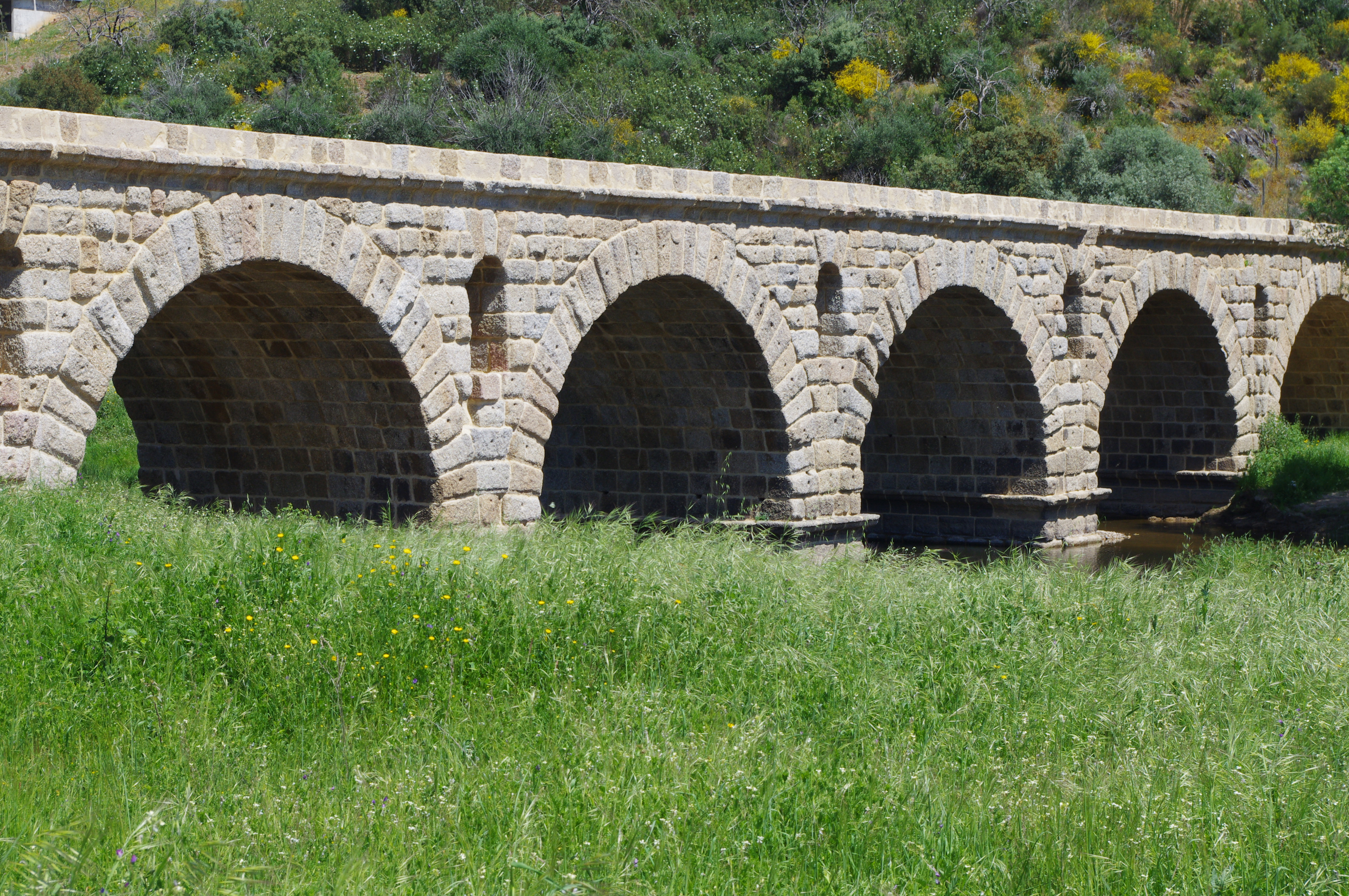
Romersk bro i Vila Formosa
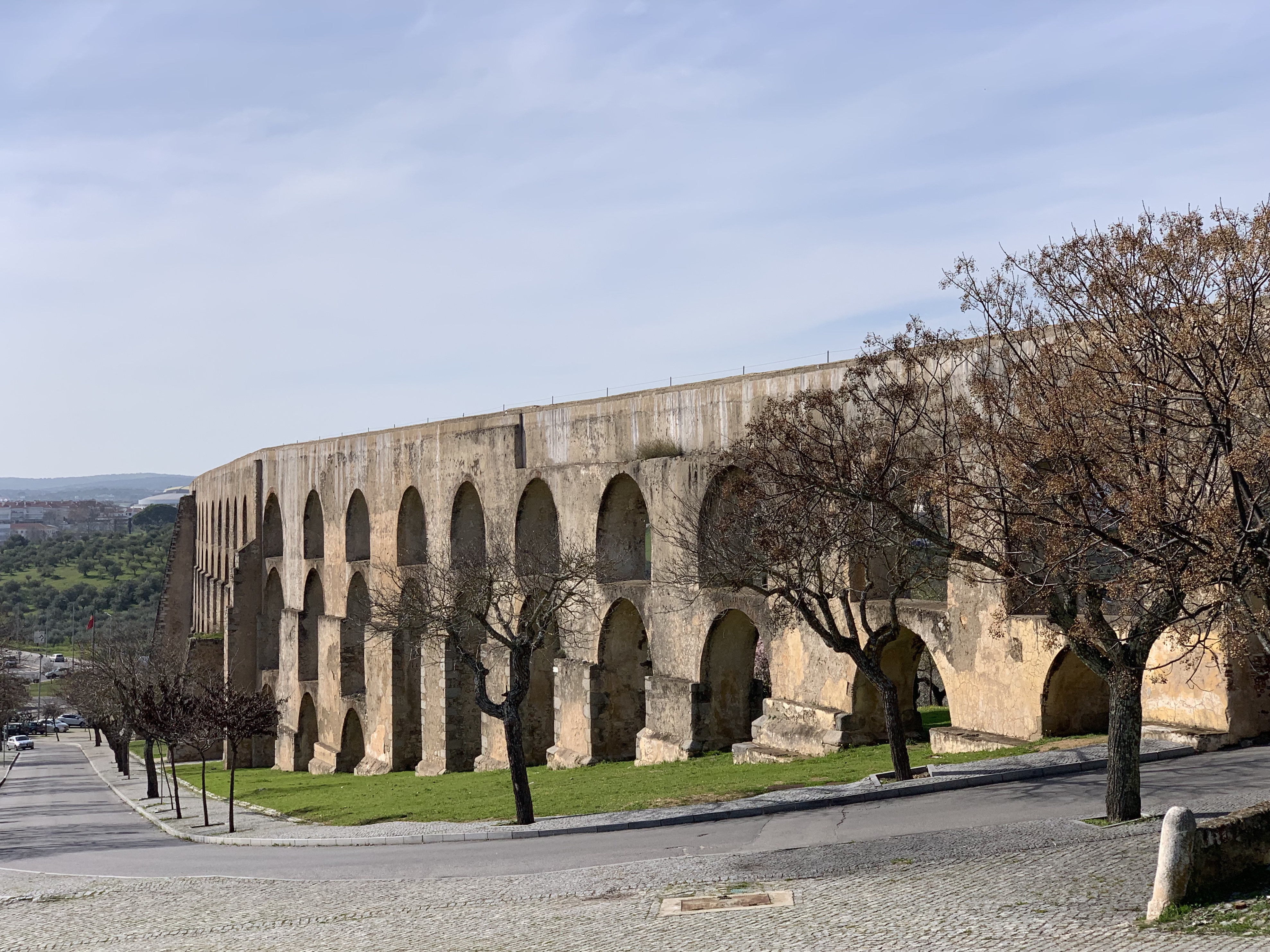
Akveduten i Elvas
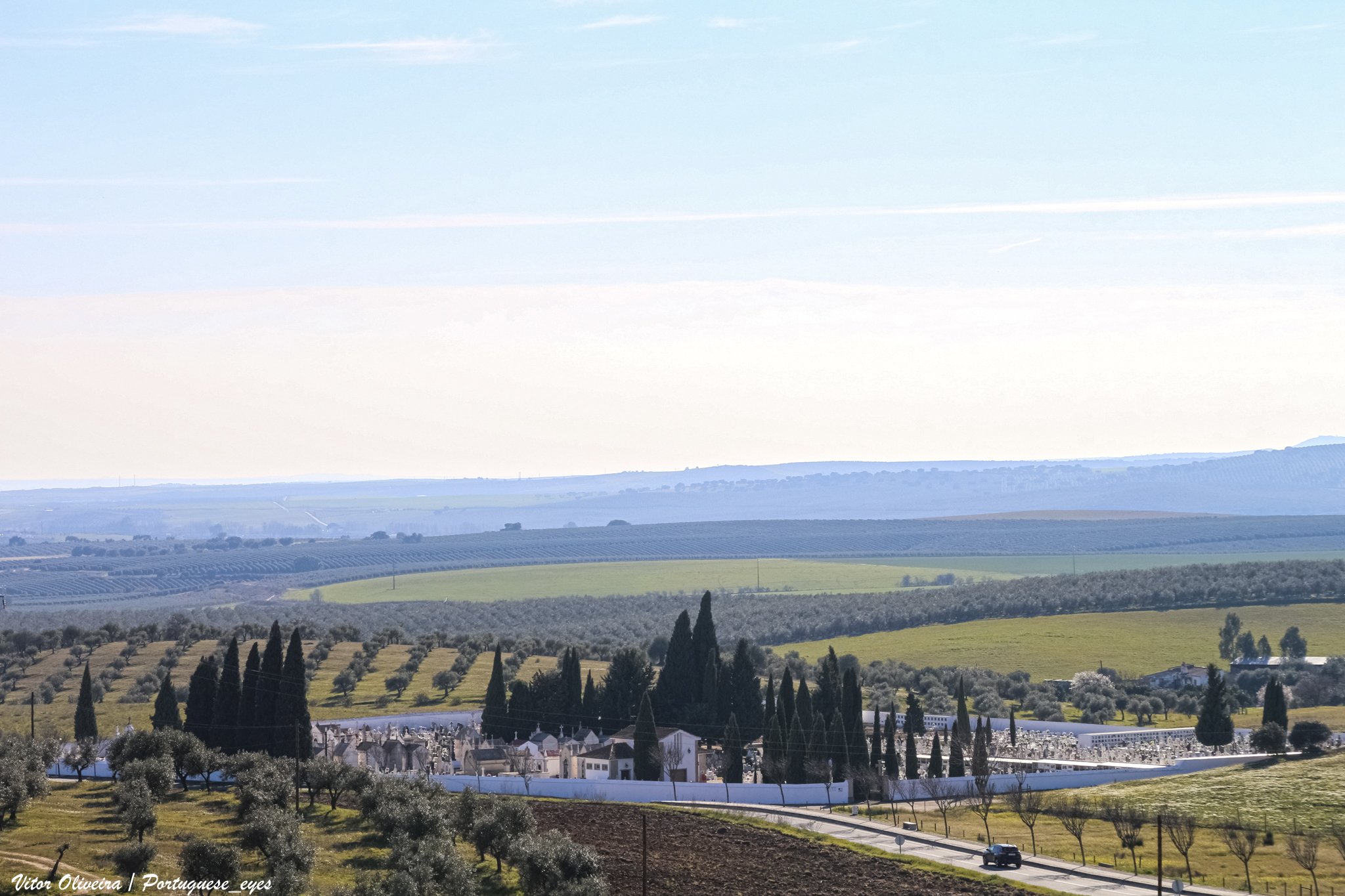
Kyrkogården i Campo Maior